# Gare de Shanghai-Sud
La gare sud de Shanghai (en chinois : 上海南站) est une gare ferroviaire chinoise, c'est l'une des principales gares de Shanghai.

## Situation ferroviaire
- La gare est connectée au métro de Shanghai à travers la ligne 1, ligne 3, et à partir de 2021 à la ligne 15.
- La gare est connectée à la ligne Jinshan, une ligne de train de banlieue « à grande vitesse » à Shanghai.